# День командира дивизии
«День командира дивизии» — советский фильм по одноимённой документальной повести А. А. Бека. Премьера состоялась 8 августа 1983 года.
Фильм посвящён декабрьским боям 1941 года 78-й стрелковой дивизии (9-й гвардейской) РККА (Клинско-Солнечногорская наступательная операция), проходившим по Волоколамскому направлению в районе Рождествено и Снегирей под командованием генерал-майора А. П. Белобородова.

## Сюжет
Действие фильма происходит в начале декабря 1941 года. Идут бои за село Селиваниха, переходящее из рук в руки. В штаб 78-й стрелковой дивизии полковника Афанасия Белобородова в город Дедовск прибывает Георгий Жуков. Для отражения ожидаемого танкового прорыва противника на этом направлении Жуков передаёт Белобородову 17-ю и 146-ю танковые бригады, а также стрелковую бригаду полковника Засмолина. После получения известия об оставлении деревни Крюково Жуков срочно выезжает на тот участок фронта.
2 декабря Белобородов отправляется на швейную фабрику в Дедовске, где отдаёт распоряжение о взрыве фабрики в случае занятия города немецкими войсками. Затем прибывает в штаб дивизии, где складывается нервозная обстановка: приходят сообщения о гуле моторов немецких танков, однако самих танков не видно. Вскоре поступает разведдонесение о том, что на линии фронта Снегири — Рождествено подразделения моторизованной дивизии СС «Рейх» перешли к обороне, закапывают танки. Спустя некоторое время из штаба фронта приходит известие о присвоении 78-й стрелковой дивизии звания 9-й гвардейской, полковнику Белобородову — звания генерал-майора и приказ о переходе в наступление.
В расположение штаба дивизии приезжает писатель Александр Бек, который в дальнейшем находится всё время рядом с Белобородовым.
8 декабря начинается наступление 9-й гвардейской дивизии в направлении посёлка Снегири. Части стрелкового корпуса поднимаются в атаку, поначалу не встречая сопротивления противника. Первые потери полки Докучаева и Коновалова несут при подходе к опорному пункту, оборудованному в школе по дороге в Снегири. Наступление остановилось. Вызванный огонь артиллерии — малочисленный и неточный. Проблему также не решают подоспевшие танки — при попытке расстрелять школу с близкой дистанции ответным огнём один из Т-34 подбит. Белобородов недоволен попытками Докучаева атаковать опорный пункт и пытается убедить его действовать в обход. На других участках наступление также остановилось. Напряжённую обстановку в штабе разряжают донесения, в которых сообщается, что стрелковая бригада Засмолина ворвалась в Рождествено, а его 2-й батальон взял совхоз. Однако тут же из Рождествено звонит Засмолин и просит подкреплений. Ситуация осложнилась, и Белобородов отправляет в Рождествено своего адъютанта «посмотреть, почему они там в штаны наложили», а для выяснения сил противника севернее Снегирей направляется разведвзвод.
Прибывший в штаб с передовой под Снегирями сибиряк Петька Фоминых рассказывает Белобородову, что опорный пункт хорошо укреплён и прилегающая местность пристреляна. Пехота пролежала в снегу уже 6 часов. Белобородов просит передать однополчанам, что после боя состоится торжественное вручение нового Знамени 9-й гвардейской дивизии.
Поступает донесение, что немцы контратаковали, и бригада Засмолина оставила Рождествено и совхоз. В Рождествено остались в окружении пулемётчики. «На плечах» отступающих войск немцы могут ворваться в город Дедовск. Прибывшему в штаб Засмолину Белобородов устраивает разнос и ставит задачу «к 21:00 взять Рождествено во что бы то ни стало».
В штаб приходит директор швейной фабрики Анна Тимофеевна и умоляет Белобородова не взрывать фабрику. Белобородов убеждает её, что они не собираются отступать и взрывать фабрику. В это же время вернувшийся разведвзвод доложил о силах противника севернее Снегирей. Белобородов отдаёт распоряжение о сборе комполков в 17:00.
В разговорах с писателем Белобородов рассказывает ему о «генеральской работе» — умении руководить. «Нужно командовать так, чтобы люди сами распоряжались своими жизнями». Белобородов проводит командирский сбор на передовой, на котором приказывает полку Докучаева продолжать атаки «в том же амплуа» в лоб для прикрытия глубокого рейда в самом слабом месте — севернее Снегирей — с целью обойти всю группировку Вильгельма Биттриха, выйти в тыл на Волоколамское шоссе и отрезать её от реки Истра. Операция запланирована силами полка Суханова.
Полк Суханова начал выдвижение через лес в сопровождении сапёров. В это время Жуков теряет терпение и звонит Рокоссовскому с требованием поехать в Снегири и «разобраться, невзирая на лица». Прибывшему в штаб дивизии Рокоссовскому Белобородов докладывает, что Снегири и Рождествено будут взяты через 45 мин. Рокоссовский решает остаться в штабе и лично проконтролировать выполнение боевой задачи дня.
Полк Суханова, продолжая движение, несёт потери на минном поле. Миноискатель оказался неисправным. Суханов принимает решение доложить Белобородову о задержке в выдвижении. Но вопреки приказу комиссар полка Кондратенко пошёл вперёд, прокладывая путь в минном поле. Бойцы ступают след в след, чтобы не подорваться на минах. Полк преодолел опасный участок и вовремя вышел на исходную позицию на Волоколамском шоссе.
В 22:00 после артподготовки полки Докучаева и Коновалова заняли Снегири и Рождествено, о чём Белобородов торжественно докладывает Рокоссовскому: «Дорога на Истру открыта!»

## В ролях
- Валерий Цветков — Белобородов
- Алексей Сафонов — Бронников, полковой, а впоследствии бригадный комиссар
- Михаил Ульянов — Жуков
- Александр Михайлов — Рокоссовский
- Владимир Заманский — полковник Засмолин
- Вячеслав Езепов — писатель (А. Бек)
- Светлана Коновалова — Анна Тимофеевна
- Алексей Золотницкий — Витевский
- Иван Агафонов — подполковник Докучаев
- Борис Морозов — подполковник Суханов
- Александр Голобородько — комиссар Кондратенко
- Георгий Шахет — Коновалов
- Анатолий Скорякин — Петька Фоминых
- Виктор Чеботарёв — Родионов
- Даниил Нетребин — Жарков
- О. Кенебаев — Бялды
- Юрий Маляров — Погорелов, командир артиллерийского полка
- Евгений Красавцев — комиссар бригады Засмолина в звании старшего батальонного комиссара
- Леонид Трутнев — Власов

## Съёмочная группа
- Автор сценария: Василий Соловьёв
- Режиссёр: Игорь Николаев
- Оператор: Инна Зарафьян
- Композитор: Алексей Николаев[1]
- Художник: Анатолий Анфилов

## Саундтрек
В фильме использованы музыкальные темы «Сечи при Керженце» Н. А. Римского-Корсакова в исполнении Государственного симфонического оркестра кинематографии СССР (дирижёр — Э. Хачатурян).

## Номинации и награды
С момента выхода в прокат в августе 1983 года фильм не получил никаких номинаций и наград.